# Blepharipa jacobsoni
Blepharipa jacobsoni är en tvåvingeart som först beskrevs av Townsend 1927.  Blepharipa jacobsoni ingår i släktet Blepharipa och familjen parasitflugor. Inga underarter finns listade i Catalogue of Life.